# Élection présidentielle américaine de 2004 au Nouveau-Mexique
 (juillet 2023).
L'élection présidentielle américaine de 2004 au Nouveau-Mexique a lieu le 2 novembre 2004 comme dans les 49 autres États et dans le district de Columbia. Les électeurs choisissent des grands électeurs pour les représenter dans le collège électoral à travers un vote populaire. Le Nouveau-Mexique possède en 2004 4 grands électeurs. L'État donne l'ensemble de ses grands électeurs au président sortant, le candidat du Parti républicain George W. Bush. 
Le candidat vainqueur de ce scrutin dans tout le pays sera également George W. Bush, qui entamera un second mandat à la présidence des États-Unis le 20 janvier 2005. 
Il s'agit à ce jour de la dernière élection présidentielle au cours de laquelle le Nouveau-Mexique a été remporté par le candidat du Parti républicain.  